# Difficult to Cure
Difficult to Cure (с англ. — «Трудноизлечимый») — пятый студийный альбом британо-американской группы Rainbow.
Диск был выпущен 3 февраля 1981 года и поднялся в Топ-10 альбомов в Великобритании, где он заработал «золотой» сертификат. Открывающая альбом песня «I Surrender», написанная Рассом Баллардом, поднялась до 3-го места в британском чарте синглов.

## История создания
Альбом был в основном записан в Sweet Silence Studios в Копенгагене (Дания) со звукоинженером Флеммингом Расмуссеном (более известным по работе с группой Metallica), продюсером, басистом и автором песен Роджером Гловером. Затем вокал был записан в Kingdom Sound Studio в Нью-Йорке.
Написание материала альбома началось с певцом Грэмом Боннетом, который успел сделать вокальные партии к ранней версии «I Surrender», прежде чем покинуть группу. Вместо него был приглашён американский певец Джо Линн Тёрнер из группы Fandango, который записал все вокальные партии на уже завершенных музыкальных треках.
В альбоме обозначилось стремление Ричи Блэкмора придать своей музыке коммерческое звучание. В интервью журналу Sounds (от 25 июля 1981 года) Блэкмор не скрывал своего стремления делать музыку, похожую на музыку группы Foreigner. 
«Они пишут невероятные песни, и на меня повлиял их вокалист. Это мой тип музыки…»
— Ричи Блэкмор, интервью Питу Маковски в июле 1981 года
Ронни Джеймс Дио обозначил этот период в истории группы Rainbow как «Foreigner Junior» (Foreigner-младший). Этот альбом является самым коммерчески успешным альбомом группы.
По словам клавишника Дона Эйри работа в студии над альбомом шла тяжело из-за новичка-барабанщика Бобби Рондинелли, которому требовалось время, чтобы сыграться с группой. Несмотря на высокую степень готовности материала, иногда приходилось делать до 30 дублей, чтобы записать песню.

## Об альбоме
В 1979 году у Rainbow уже был хит в десятке лучших UK Singles Chart с песней Расса Балларда «Since You Been Gone», и в этот раз группа вернулась к выбору других композиций этого популярного автора песен по найму. Открывающая альбом Difficult to Cure песня «I Surrender» вошла в Top-5, и по мнению онлайн-портала Ultimate Guitar, стала самой попсовой из всех композиций Rainbow.
Второй трек альбома, «Spotlight Kid», электронное издание Ultimate Classic Rock называет кульминационным моментом Difficult to Cure. «Это просто бомба: с одним из самых акробатических риффов Ричи и убийственным выступлением каждого из его не всегда весёлых подручных», — пишет музыкальный обозреватель Эдуардо Ривадавиа.
Открывающий вторую сторону оригинальной пластинки трек «Can’t Happen Here», музыкальный критик Мартин Попофф называет песней экологического протеста, полную всевозможных описательных пародий на нашу планету. «Куплет — это своего рода современный поп-метал, но Джо поёт в нём великолепно, словно в блюзовом вступлении. В песне мощный припев (с многодорожечным вокалом), а Дон Эйри уместно играет на пианино в стиле „буги-вуги“, пока Бобби и Роджер уверенно и стремительно зажигают на протяжении всей песни», — пишет Попофф в своём обзоре.
Завершающая альбом композиция «Diffucult to Cure» является неоклассической обработкой «Оды к радости» из Симфонии № 9 Бетховена. Трек прочно вошёл в концертный сет-лист Rainbow, а возрождённые в 1984 году Deep Purple продолжили её исполнение на своих концертах, во время которых композиция сопровождалась продолжительными импровизациями.
В роли врачей на фотографии выступили сотрудники студии дизайна Hipgnosis, которая готовила обложку.

## Критика
Музыкальный критик Мартин Попофф в своём обзоре для Goldmine Magazine отметил, что альбом 1981 года Difficult to Cure больше похож на американский AOR, учитывая то, насколько Ричи Блэкмор тогда следил за успехом Foreigner. Это первая работа группы с Джо Линн Тёрнером у микрофона, и она, по выражению критика «немного хромает, даже в конце продюсирования, что удивительно, учитывая, что за пультом (и на басу, не говоря уже о некоторых текстах) всегда виртуозно играет Роджер Гловер».
Журнал Classic Rock отметил, что в Великобритании альбом прошёл лучше, чем в США, породив два хита: кавер на песню Расса Балларда «I Surrender», которая поднялась на 3-е место, и оригинальную песню Блэкмора и Гловера «Can’t Happen Here». В других местах, по мнению обозревателя журнала, давние поклонники наслаждались гитарным фейерверком в инструментальной композиции в стиле Джеффа Бека «Vielleicht Das Nächste Mal (Maybe Next Time)», «Spotlight Kid» и блюзом «Midtown Tunnel Vision», навеянным Джими Хендриксом.

## Список композиций
1. «I Surrender» (Расс Баллард) — 4:10
2. «Spotlight Kid» (Ричи Блэкмор, Роджер Гловер) — 5:04
3. «No Release» (Блэкмор, Гловер, Дон Эйри) — 5:42
4. «Magic» (Брайан Моран) — 4:15
5. «Vielleicht Das Nachste Mal (Maybe Next Time)» (Блэкмор, Эйри) — 3:23
6. «Can’t Happen Here» (Блэкмор, Гловер) — 5:09
7. «Freedom Fighter» (Блэкмор, Гловер, Джо Линн Тёрнер) — 4:28
8. «Midtown Tunnel Vision» (Блэкмор, Гловер, Тёрнер) — 4:44
9. «Difficult To Cure (Beethoven’s Ninth)» (аранжировка Блэкмор, Гловер, Эйри) — 5:58

## Синглы
- 1981 — «I Surrender/Vielleicht Das Nachste Mal (Maybe Next Time)»
- 1981 — «Can’t Happen Here/Jealous Lover»
- 1981 — «Magic/Freedom Fighter» (Japan)

## Участники записи
- Джо Линн Тёрнер — вокал
- Ричи Блэкмор — гитара
- Дон Эйри — клавишные
- Роджер Гловер — бас-гитара
- Бобби Рондинелли — ударные